# Chakulia
Chakulia là một thành phố và là một notified area ở quận Purbi Singhbhum ở bang Jharkhand, Ấn Độ.

## Địa lý
Chakulia có tọa độ 22°29′B 86°43′Đ / 22,48°B 86,72°Đ. Nó có độ cao trung bình 115 mét (377 foot).

## Dân số
Theo cuộc điều tra dân số năm 2001 của Ấn Độ,India Chakulia có dân số 14.330 người. Nam giới chiếm 52% dân số và nữ giới chiếm 48% dân số. Chakulia có một tỷ lệ biết chữ là 64%, cao hơn mức trung bình của quốc gia là 59,5%; với 73% đàn ông biết chữ và 53% phụ nữ biết chữ. 13% dân số dưới 6 tuổi.